# ガネシュ・シャー
ガネシュ・シャー（Ganesh Shah、1949年12月12日 - ）はネパールの政治家。プラチャンダ内閣の環境・科学技術大臣。ネパール共産党ユナイテッド派総書記。
| スタブアイコン | サブスタブ | この項目は、まだ閲覧者の調べものの参照としては役立たない、人物に関連した書きかけの項目です。この項目を加筆・訂正などしてくださる協力者を求めています（P:人物伝/PJ:人物伝）。 |